# Eupatorium tripartitum
Eupatorium tripartitum là một loài thực vật có hoa trong họ Cúc. Loài này được (Makino) Murata & H.Koyama mô tả khoa học đầu tiên năm 1982.